# Robert Mallory

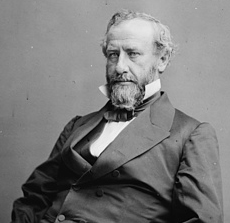
Robert Mallory

Robert Mallory (* 15. November 1815 in Madison, Virginia; † 11. August 1885 bei La Grange, Kentucky) war ein US-amerikanischer Politiker. Zwischen 1859 und 1865 vertrat er den Bundesstaat Kentucky im US-Repräsentantenhaus.

## Leben
Robert Mallory genoss zunächst eine private Schulausbildung. Danach studierte er an der University of Virginia in Charlottesville. In den folgenden Jahren betätigte er sich in La Grange in der Landwirtschaft. Nach einem Jurastudium und seiner 1837 erfolgten Zulassung als Rechtsanwalt begann er in New Castle in diesem Beruf zu arbeiten. Ende der 1850er Jahre wurde er Mitglied der kurzlebigen Opposition Party.
Bei den Kongresswahlen des Jahres 1858 wurde er im siebten Wahlbezirk von Kentucky in das US-Repräsentantenhaus in Washington, D.C. gewählt. wo er am 4. März 1859 die Nachfolge von Humphrey Marshall antrat. Nach einer Wiederwahl im Jahr 1860 konnte er seinen Distrikt bis zum 3. März 1863 im Kongress vertreten. Bei den Wahlen des Jahres 1862 kandidierte er als Unionist erfolgreich im fünften Wahlbezirk. Am 4. März 1863 trat er im Kongress die Nachfolge von Charles A. Wickliffe an, der diesen Bezirk bisher im US-Repräsentantenhaus vertreten hatte. Insgesamt absolvierte Robert Mallory zwischen 1859 und 1865 drei Legislaturperioden im Kongress. Diese waren zunächst von den Spannungen vor dem Bürgerkrieg und dann von den Ereignissen des Krieges selbst geprägt. Von 1859 bis 1863 führte er den Vorsitz im Committee on Roads and Canals.
Bei den Wahlen des Jahres 1864 wurde er nicht bestätigt. Im August 1866 war Mallory Delegierter zur National Union Convention in Philadelphia. 1876 fungierte er als einer der Vizepräsidenten der Centennial Exhibition, der Weltausstellung in Philadelphia. Dazwischen und danach arbeitete er in der Landwirtschaft. Er bewirtschaftete seine Farm „Spring Hill“, die ursprünglich der mit ihm verwandten Taylor-Familie gehörte, der auch Präsident Zachary Taylor angehörte. Robert Mallory starb am 11. August 1885 und wurde auf dem Familienfriedhof auf „Spring Hill“ beigesetzt.